# Postcard from Paris
«Postcard from Paris» (En español: «Postal para Paris») es una canción grabada por el grupo estadounidense de música country The Band Perry. Fue lanzado en marzo de 2012 como quinto sencillo del álbum debut homónimo de la banda. La canción fue escritas por los miembros del grupo de Kimberly, Reid y Neil Perry con Jeff Cohen y Kara DioGuardi.

## Video musical
El video musical fue dirigido por David McClister y filmada en Nueva Orleans. Se estrenó el CMT el 1 de junio de 2012.

## Posicionamiento
«Postcard from Paris» debutó en el número 52 en Estados Unidos Billboard las listas Hot Country Songs para la semana del 24 de marzo de 2012. También debutó en el número 100 en Estados Unidos según Billboard Hot 100 lista de la semana desde 19 de mayo de 2012.
| Listas (2012)                      | Mejor posición |
| ---------------------------------- | -------------- |
| Estados Unidos (Billboard Hot 100) | 60             |
| Estados Unidos (Hot Country Songs) | 6              |

### Posición fin de año
| Listas (2012)                | Posición |
| ---------------------------- | -------- |
| US Country Songs (Billboard) | 30       |